# Velká Británie na Letních olympijských hrách 2008
Velkou Británii na Letních olympijských hrách v roce 2008 reprezentovalo 304 sportovců (163 mužů a 141 žen) ve 23 sportovních odvětvích.

## Medailová umístění
| Medaile | Jméno | Sport                | Disciplína                               |
| ------- | --- | -------------------- | ---------------------------------------- |
| Zlato   | Nicole Cookeová | Cyklistika           | Ženy silniční závod jednotlivců          |
| Zlato   | Rebecca Adlingtonová | Plavání              | Ženy 400 m volný způsob                  |
| Zlato   | Chris Hoy Jason Kenny Jamie Staff | Cyklistika           | Družstvo mužů sprint                     |
| Zlato   | Rebecca Adlingtonová | Plavání              | Ženy 800 m volný způsob                  |
| Zlato   | Tom James Andy Hodge Pete Reed Steve Williams                                                                                          | Veslování            | Muži čtyřka bez kormidelníka             |
| Zlato   | Bradley Wiggins | Cyklistika           | Muži stíhací závod                       |
| Zlato   | Chris Hoy | Cyklistika           | Muži keirin                              |
| Zlato   | Sarah Ayton Sarah Webb Pippa Wilson | Jachting             | Třída Yngling                            |
| Zlato   | Mark Hunter Zac Purchase | Veslování            | Muži dvojka bez kormidelníka lehkých vah |
| Zlato   | Ben Ainslie | Jachting             | Třída Finn                               |
| Zlato   | Rebecca Romerová | Cyklistika           | Ženy stíhací závod                       |
| Zlato   | Ed Clancy Paul Manning Geraint Thomas Bradley Wiggins                                                                                  | Cyklistika           | Družstvo mužů stíhací závod              |
| Zlato   | Paul Goodison | Jachting             | Třída Laser                              |
| Zlato   | Victoria Pendletonová | Cyklistika           | Ženy sprint                              |
| Zlato   | Chris Hoy | Cyklistika           | Muži sprint                              |
| Zlato   | Christine Ohuruoguová | Atletika             | Ženy 400 m                               |
| Zlato   | Iain Percy Andrew Simpson | Jachting             | Třída Star                               |
| Zlato   | Tim Brabants | Kanoistika           | K1 1000 metrů muži                       |
| Zlato   | James DeGale | Box                  | Muži váha střední do 75 kg               |
| Stříbro | David Florence | Kanoistika           | C1 slalom muži                           |
| Stříbro | Emma Pooleyová | Cyklistika           | Ženy časovka jednotlivců                 |
| Stříbro | Ross Edgar | Cyklistika           | Muži keirin                              |
| Stříbro | Debbie Floodová Katherine Graingerová Frances Houghtonová Annie Vernonová                                                              | Veslování            | Ženy párová čtyřka                       |
| Stříbro | Wendy Houvenaghel | Cyklistika           | Ženy stíhací závod                       |
| Stříbro | Richard Egington Alastair Heathcote Matthew Langridge Tom Lucy Acer Nethercott (cox) Alex Partridge Colin Smith Tom Stallard Josh West | Veslování            | Muži osmiveslice                         |
| Stříbro | Jonathan Glanfield Nick Rogers | Jachting             | Třída 470                                |
| Stříbro | Jason Kenny | Cyklistika           | Muži sprint                              |
| Stříbro | Germaine Mason | Atletika             | Muži skok vysoký                         |
| Stříbro | Keri-Anne Payneová | Plavání              | Ženy 10 km maraton                       |
| Stříbro | David Davies | Plavání              | Muži 10 km maraton                       |
| Stříbro | Phillips Idowu | Atletika             | Muži trojskok                            |
| Stříbro | Heather Fell | Moderní pětiboj      | Ženy                                     |
| Bronz   | Joanne Jackson | Plavání              | Ženy 400 m volný způsob                  |
| Bronz   | Tina Cook Daisy Dick William Fox-Pitt Sharon Hunt Mary King                                                                            | Jezdectví            | Jezdecká všestrannost - družstvo         |
| Bronz   | Kristina Cooková | Jezdectví            | Jezdecká všestrannost - jednotlivci      |
| Bronz   | Anna Bebingtonová Elise Laverick | Veslování            | Ženy dvojskif                            |
| Bronz   | Stephen Rowbotham Matthew Wells | Veslování            | Muži dvojskif                            |
| Bronz   | Chris Newton | Cyklistika           | Muži bodovací závod                      |
| Bronz   | Steven Burke | Cyklistika           | Muži stíhací závod                       |
| Bronz   | Louis Smith | Sportovní gymnastika | Muži kůň našíř                           |
| Bronz   | Cassandra Pattenová | Plavání              | Ženy 10 km maraton                       |
| Bronz   | Bryony Shaw | Jachting             | Třída RS:X                               |
| Bronz   | Tasha Danversová | Atletika             | Ženy 400 metrů překážek                  |
| Bronz   | Tony Jeffries | Box                  | Muži váha polotěžká do 81 kg             |
| Bronz   | David Price | Box                  | Muži váha supertěžká nad 91 kg           |
| Bronz   | Tim Brabants | Kanoistika           | K1 500 metrů muži                        |
| Bronz   | Sarah Stevenson | Taekwondo            | ženy nad 67 kg                           |